# Her Game
Her Game er en amerikansk stumfilm fra 1919 af Frank Hall Crane.

## Medvirkende
- Florence Reed som Carol Raymond
- Conway Tearle som Alan Rutherford / Bruce Armitage
- Jed Prouty som Bobby McAllister
- Florence Billings som Mildred Manning